# Zajazd w Sanoku (ul. Zamkowa 2)
Zajazd w Sanoku przy ul. Zamkowej 2 – XVIII-wieczny budynek położony przy ulicy Zamkowej 2 w Sanoku.
Wraz z budynkiem Willi Zaleskich stanowi północną pierzeję placu św. Jana. Określenie Zajazd stanowi tradycyjną nazwę budynku.
Budynek został wybudowany w latach 1775-1799. W XIX wieku został przebudowany. W tym czasie był siedzibą odwachu (straży miejskiej).
W 1908 roku Jan Górny założył w budynku aptekę (trzecią w historii miasta). W 1913 roku aptekę zakupił Artur Feuerstein. Według innego źródła Apteka „Pod Złotą Gwiazdą” Jana Górnego została otwarta z dniem 1 stycznia 1913.
Do 1939 własność Żydów sanockich. W okresie 1944–1945 siedziba NKWD i areszt śledczy.
W 1950 Miejska Rada narodowa w Sanoku przekazała budynek na rzecz Muzeum Historycznego w Sanoku. W 1971 trwały prace konserwacyjno-remontowe budynku. Od 1972 do października 1976 został przeprowadzony generalny remont gmachu (w 1972 wykonano remont kapitalny i adaptację, w tym odwodnienie od strony zachodniej, przemurowanie ścian parteru, pogłębiono piwnice, usunięto zniszczone stropy i tynki, dobudowano drugie piętro), który kosztował 2,1 mln zł. Pomimo przebudowy, na parterze i w sieni zachowały się sklepienia kolebkowo-krzyżowe i żeglaste na gurtach.
W 1972 obiekt został włączony do uaktualnionego wówczas spisu rejestru zabytków Sanoka. Budynek został wpisany do wojewódzkiego (1958) oraz do gminnego rejestru zabytków miasta Sanoka.
Na fasadzie budynku, obok drzwi wejściowych, znajduje się tablica upamiętniająca Grzegorza z Sanoka (1406-1477). Odsłonięcia tablicy podczas „Dni Sanoka” w dniu 30 maja 1977 roku dokonał rektor Uniwersytetu Jagiellońskiego, prof. Mieczysław Karaś. Autorem odlanej w brązie tablicy o wymiarach 90x60cm był artysta rzeźbiarz Roman Tarkowski. Inskrypcja brzmi: Grzegorz z Sanoka 1406–1477. Wielki humanista i poeta. W 500-ną rocznicę śmierci – sanoczanie.
W budynku mieści się siedziba dyrekcji Muzeum Historycznego w Sanoku. Ekspozycja muzeum obejmuje: zbiory ikon, galerię malarską, zaś w podziemiach znajdują się wykopaliska z przeprowadzonych badań archeologicznych na wzgórzu w Trepczy, gdzie odkryto ślady wczesnośredniowiecznego grodziska, nazwanego "Fajką". W przeszłości znajdowały się tu zbiory prac Zdzisława Beksińskiego (obecnie w osobnej galerii w sanockim zamku).
Ponadto w gmachu budynku były organizowane konferencje, wykłady oraz wystawy czasowe.